# مجموعه یادمان
مجموعه یادمان نام پروژهٔ بزرگی در شهر تهران است که شامل برج مخابراتی-تلویزیونی میلاد، مرکز تجارت بین‌المللی، هتل پنج ستاره، تالارهای گردهمایی، سرسرا و... در مساحت تقریبی ۱۵ هکتار می‌شود.
این مجموعه در جنوب محله شهرک غرب و شمال کوی نصر در منطقه ۲ شهرداری تهران قرار دارد. بزرگراه‌های همت، چمران، حکیم و شیخ فضل‌الله نوری، به ترتیب در چهار سمت شمال، شرق، جنوب و غرب مجموعه یادمان قرار دارند.
عملیات اجرایی در سال ۱۳۷۵ خورشیدی توسط پیمانکار اصلی آغاز شد و مجموعه هم‌اکنون در حال شکل‌گیری است. 

## برج میلاد

برج میلاد

این برج با ارتفاع ۴۳۵ متر چهارمین برج بلند دنیا بعد از برج CN در تورنتو کانادا ٬ برج مسکو و برج شانگهای چین است.

برج میلاد شامل پنج بخش پی، ساختمان پای برج، شفت، ساختمان راس و دکل مخابراتی و تلوزیونی است.

ساختمان پای برج دارای شش طبقه است و در مساحت ۱ هزار متر مربع بنا شده‌است و طبقه همکف لابی به ورودی و پذیرش بازدید کنندگان اختصاص یافته‌است. در طبقات اول تا سوم ۶۳ واحد تجاری، رستوران غذاهای بین‌المللی، تریا و نمایشگاهی با وسعت ۲۶۰ متر مربع پیش‌بینی شده‌است.طبقات اول و دوم زیر همکف شامل فضای اداری، تأسیساتی و پایگاه اطلاعات است.

شفت برج با ارتفاع ۳۱۵ متر یک سازه بتنی است که در ۳ ضلع این شفت ۶ دستگاه آسانسور با سرعت ۷ متر بر ثانیه بازدیدکنندگان را در ۴۵ ثانیه به راس برج منتقل می‌کنند.

ساختمان راس برج یک سازه فلزی است که با وزن ۲ هزار تن و مساحت ۱۶ هزار متر مربع در ۱۲ طبقه بنا شده‌است. ساختمان راس برج میلاد بلندترین سازه طبقاتی در برج‌های دنیا محسوب می‌شود. در طبقات مختلف راس برج سکوی دید باز، سکوی دید بسته، رستوران گردان با گنجایش ۵۰۰ نفر، رستوران ویژه با ظرفیت ۲۰۰ نفر، تریا، نگارخانه هنری، طبقات ویژه مخابرات و تلویزیون در نظر گرفته شده‌است.

گنبد آسمان در بالاترین نقطه ساختمان قرار دارد و در پایین‌ترین طبقه ساختمان راس محلی به عنوان منطقه ایمن از آتش در نظر گرفته شده‌است. دکل مخابراتی برج با ارتفاع ۱۲۰ متر و در چهار قسمت می‌باشد.قسمت زیرین دکل مخابراتی محل نصب آنتن‌های مخابراتی کاربران عمومی و سه قسمت بالاتر به آنتن تلوزیونی آنالوگ و آنتن تلوزیونی دیجیتال اختصاص داده شده‌است.

## مرکز بین‌المللی جشنواره و همایش‌ها
ساختمانی است ۸ طبقه با زیر بنای حدود ۵۰ هزار متر مربع که شامل یک سالن اصلی به گنجایش ۱۷۰۰ نفر و هشت سالن فرعی ۶۰ تا ۱۰۰ نفره که امکانات پیشرفته‌ای در این ساختمان برای برگزاری انواع جشنواره‌های سینمایی، همایش‌ها و اجرای کنسرت‌های موسیقی در نظر گرفته شده‌است. مرکز بین‌المللی جشنواره و همایش‌ها مجهزترین و پیشرفته‌ترین سالن همایش در کشور محسوب می‌شود.
| سالن                    | گنجایش به نفر | توضیحات      |
| ----------------------- | ------------- | ------------ |
| سالن کنفرانس حافظ       | ۱۷۰۰          | سالن اصلی    |
| سالن کنفرانس رودکی      | ۶۰            |              |
| سالن کنفرانس کمال الملک | ۳۰            |              |
| سالن کنفرانس            | ۶۰            |              |
| سالن سینما              | ۱۱۰           | دو واحد      |
| سالن سینما              | ۶۶            | شش واحد      |
| فضای نمایشگاهی          | -             | ۷۰۰ متر مربع |

## پارکینگ طبقاتی
در پی ساماندهی خودروهای مراجعه‌کنندگان به قسمت‌های مختلف مجموعه و پیشگیری از تحمیل بار ترافیکی اضافی به بزرگراه‌های اطراف، پارکینگ طبقاتی با زیربنای کلی ۲۷ هزار متر مربع به منظور سرویس دهی در نظر گرفته شده‌است. همچنین در کنار پارکینگ طبقاتی، دو فضای پارکینگ مسطح با فضای محدود برای استفاده بازدیدکنندگان در زمان اوج مراجعه در نظر گرفته شده‌است.

سایر تسهیلات در نظر گرفته شده در مجموعه یادمان شامل راهای ارتباطی، فضای سبز عمومی و ویژه، تأسیسات زیربنایی، بناهای تزئینی و آبنماها و ایستگاه‌های خدماتی (رستوران، غرفه، سرویس بهداشتی و ..)است که در کنار بخش‌های اصلی مجموعه قرار گرفته‌است.

## تونل و راه‌های دسترسی
پروژه راه‌های مجموعه یادمان با کاربری ایجاد دسترسی مناسب به مجموعه شامل احداث راه‌های جدید و نیز اصلاح راه‌های موجود بوده و برای این مجموعه ۴ مسیر ورودی و ۴ مسیر خروجی در نظر گرفته شده‌است. در این پروژه احداث محور اصلی ارتباطی برای مجموعه یادمان از غرب به شمال مجموعه به طول ۱۱۵۰ متر جهت ایجاد دسترسی برای کاربری‌های مجموعه یادمان و نیز محور اختصاصی جهت دسترسی به تأسیسات در مرکز مجموعه به طول ۳۵۰ متر علاوه بر تکمیل اصلاح شبکه‌های خیابان‌های اطراف بیمارستان میلاد و دانشگاه علوم پزشکی و تصحیح مسیر دسترسی به سازمان‌های انتقال خون و پالایشگاه خون مورد نظر است. همچنین به دلایل شرایط توپوگرافی منطقه و پس از بررسی شرایط فنی و اقتصادی گزینه‌های متفاوت٬یک تونل با دو دهنه مجزا برای آمد و شد از بزرگراه حکیم به جنوب مجموعه به طول تقریبی ۱۵۰ متر نیز در قالب این پروژه تعریف شده‌است.

## پست برق
پست ۲۰/۶۳ کیلو ولت یادمان به جهت تأمین انرژی مورد نیاز مجموعه برج میلاد و با در نظر گرفتن ضرایب اطمینان بالای مجموعه ساخته شده‌است. از قابلیت‌های این مجموعه فضای محدود جهت در نظر گرفتن تأسیسات و به ویژه پست برق بوده‌است که با توجه به اهمیت زیبایی منظره مجموعه از بالای برج، اجرای پست به صورت بیرونی و متداول امکان‌پذیر نبوده و در داخل ساختمان و فضای بسته می‌بایست اجرا می‌شد.

کمبود فضای اجرایی نیز باعث استفاده از تجهیزات جدید در صنعت برق که کاهش فضای پست را در پی دارد، به همراه طراحی خاص چیدمان تجهیزات این پست شده‌است که در نهایت لحاظ کردن موارد بالا، ابعاد ۱۲x۱۸ متر مربع در دو طبقه را به همراه داشت.

## موتور خانه مرکزی
بر اساس مطالعات طرح جامع برای انرژی رسانی به کلیه ساختمان‌ها و مقایسه فنی و اقتصادی بین گزینه‌های مختلف اجرای یک موتور خانه مرکزی که به صورت مدولار قابل توسعه باشد، مورد تأیید قرار گرفت. در همین چهارچوب و با طراحی انجام شده هر مدول موتور خانه مشتمل بر یک دستگاه چیلر جذبی و دو اثره بخار ۱۲۰۰ تن به همراه یک دستگاه دیگ بخار ۱۸۰۰۰ پوندی و بقیه تجهیزات و متعلقات آن است. به طوری که در فاز اول پروژه سه مدول و در نهایت با گسترش مجموعه ۸ مدول اجرا خواهد شد.

## هتل پنج ستاره
این هتل برای ارائه تسهیلات اقامت و پذیرایی گردشگران داخلی و خارجی و شرکت‌کنندگان در همایش‌ها پیش‌بینی شده‌است و مجموع زیربنای در نظر گرفته شده برای آن ۵۲ هزار متر مربع است.

## مرکز تجارت یادمان
این مرکز با هدف شناساندن موقعیت صنعتی و تجاری کشور، ارائه خدمات سطح بالا و گسترش تجارت، طراحی و ساخته می‌شود. زیربنای این مرکز در حدود ۴۰ هزار متر مربع و دارای امکاناتی مانند بخش معاملات بازرگانی داخلی و خارجی، نمایشگاه‌های کالا و خدمات، ارتباطات علمی و فنی، ارتباطات مخابراتی و تصویری و بخش خدمات است.

## مرکز اداری یادمان
به منظور ارائه فضای مناسب برای استقرار دفاتر شرکت‌های خدماتی و موسسات دولتی و خصوصی، مرکز اداری یادمان با زیربنای حدود ۳۸ هزار متر مربع طراحی و ساخته می‌شود. بخش بزرگی از امور بهره‌برداری مجموعه یادمان در این مرکز، خدمات رسانی خواهد بود تنوع واحدهای مختلف امکان بهره‌مندی طیف وسیعی از شرکت‌های خدماتی را ایجاد خواهد کرد.